# Золотая лихорадка на Огненной Земле
Между 1883 и 1906 годами Огненная Земля пережила золотую лихорадку, привлёкшую в архипелаг большое число чилийцев, аргентинцев и европейцев, включая большое число далматинцев. Золотая лихорадка привела к образованию первых городов в архипелаге и поспособствовала экономическому развитию Пунта-Аренаса. После окончания золотой лихорадки большинство старателей покинуло архипелаг, тогда как оставшиеся поселенцы занялись овцеводством и рыболовством. Туземное селькнамское население резко сократилось во время золотой лихорадки.

## Первые открытия
В 1879 году экспедиция под командованием офицера чилийского флота Рамона Серрано Монтанера обнаружила золото в некоторых течениях западной Огненной земли. Однако, золотая лихорадка стартовала только в 1884 году. В этом году французский пароход Арктик сел на мель на северном побережье мыса Дев исп. Cape Virgenes. Отправленная на его спасение экспедиция обнаружила золото в месте, названном «Zanja a Pique». Затем новости из Пунта-Аренаса дошли до Буэнос-Айреса.

## Лихорадка и экспедиция Жульюса Поппера
В Буэнос-Айресе пресса описывала находки золота, сравнивая их с золотыми лихорадками в Австралии и Калифорнии. В этом городе было создано много компаний с целью извлечения золота. Одной из этих компаний в Буэнос-Айресе был нанят горный инженер Хулио Поппер. После этого Поппер принялся нанимать далматинцев из большого числа живших в те годы в Буэнос-Айресе иммигрантов. С этими рабочими Поппер отправился разрабатывать нахождения в Эль-Парамо в заливе Сан-Себастьян. Другой лагерь был обоснован в заливе Слоггет на южном берегу Исла-Гранде.
Золотая лихорадка достигла чилийских островов к югу от пролива Бигл, и к 1893 году здесь жило больше тысячи человек, преимущественно далматинцев. Однако, к 1894 году добыча золота на этих островах стала падать, и месторождения стали постепенно истощаться. Некоторые предприятия, образованные в 1900-е для извлечения золота на островах к югу от пролива Бигл достигли скромных результатов.

## Наследие
Во время своей работы на Огненной Земле Поппер был вовлечён в убийства коренных селькнамов, которые позднее стали известны как геноцид селькнамов.
Старатели, овцеводы и «даже полиция» были замечены в нападениях на индейские поселения посреди острова с целью захвата их женщин. Это даже привело к нехватке женщин среди племён огнеземельцев. Порабощение индейских женщин на главном острове обострил конфликты между соперничающими группами поселенцев. Случалось даже, что между мужчинами заключались сделки по продаже женщин. К 1894 году Порвенир состоял из пяти домов, из которых два были винными магазинами, а третий — борделем.
Вовлечённые в золотую лихорадку далматинцы постепенно прекратили поиски золота, чтобы вернуться или в Далмацию, или в Буэнос-Айрес, или же обосноваться в Пунта-Аренасе. Золотая лихорадка несколько обогатила географические познания европейцев о плохо изученных островах к югу от пролива Бигл и связала их с Пунта-Аренасом. Добытое на Исла-Гранде золото обычно покидало эту территорию, не особенно улучшая экономику южного окончания Южной Америки, но что касается золота, добытого на островах к югу от пролива Бигл, то большая его часть попадала в Пунта-Аренас, стимулируя его экономический рост.